# チリの標準時

チリ大陸部
マガジャネス・イ・デ・ラ・アンタルティカ・チレーナ州
イースター島・サラ・イ・ゴメス島チリでは2017年から3つの標準時が存在する。

大陸にあるチリは、地理的にUTC-5の地域に位置する。
現在、チリでは、各地で3つのUTCを使用している。2015年に冬時間が廃止され夏時間に統一されたが、2016年に冬時間が復活した。夏時間も含め、合計すると4つの標準時がある。現在の規則は1970年以来有効となっている。
- 冬時間は、3月第2土曜日から10月第2土曜日までである。
  - 本土では、UTC-4（CLT、チリ標準時）が使用される。
  - マガジャネス・イ・デ・ラ・アンタルティカ・チレーナ州では通年夏時間のUTC-3が使用される。
  - イースター島では、UTC-6（EAST、イースター島標準時）が使用される。

- 夏時間は、10月第2土曜日から3月第2土曜日までが夏時間実施期間である。
  - 本土では、マガジャネス・イ・デ・ラ・アンタルティカ・チレーナ州を除き、UTC-3（CLDT、チリ夏時間）が使用される。
  - マガジャネス・イ・デ・ラ・アンタルティカ・チレーナ州では通年夏時間のUTC-3が使用される。
  - イースター島では、UTC-5が使用される。

本土では、チリ時間は、土曜日の24:00に、次の日曜日の0:00に変わる。イースター島時間では、20:00に土曜日が変わる。

## 歴史
1894年3月1日、最初の公式時刻としてバルパライソでGMT（UTCはまだ存在しなかった）-4:46:34と決定された。
1903年には、GMT-4:45:20.7の別の公式な時刻がコキンボ州で設定された。
1910年1月10日、チリは公式時刻としてGMT-5を採用した。
1919年7月1日、時刻がグリニッジより4時間42分46.3秒前に設定された。
2015年、それまでの夏時間を通年の標準時とする形で冬時間廃止。
2016年、冬時間を再開。
2017年、マガジャネス・イ・デ・ラ・アンタルティカ・チレーナ州が冬時間を廃止。

## IANA標準時データベース
チリに与えられたTz databaseのzone.tab。
| 座標        | TZ                          | 解説                                                 | UTC 時間帯 | DST    | 備考 |
| ----------- | --------------------------- | ---------------------------------------------------- | ---------- | ------ | ---- |
| −3327−07040 | アメリカ/サンティアゴ       | チリ - ほとんどの地域                                | −04:00     | UTC-03 |      |
| −5309−07055 | アメリカ/プンタ・アレーナス | マガジャネス・イ・デ・ラ・アンタルティカ・チレーナ州 | −03:00     | UTC-03 |      |
| −2709−10926 | パシフィック/イースター島   | イースター島とサラ・イ・ゴメス島                     | −06:00     | UTC-05 |      |